# Hemsbünde
Hemsbünde is een gemeente in de Duitse deelstaat Nedersaksen. De gemeente maakt deel uit van de Samtgemeinde Bothel in het Landkreis Rotenburg (Wümme).
Hemsbünde telt 1.174 inwoners.
Tot de gemeente Hemsbünde behoren ook de dorpjes en gehuchten Hassel, Hastedt en Worth.

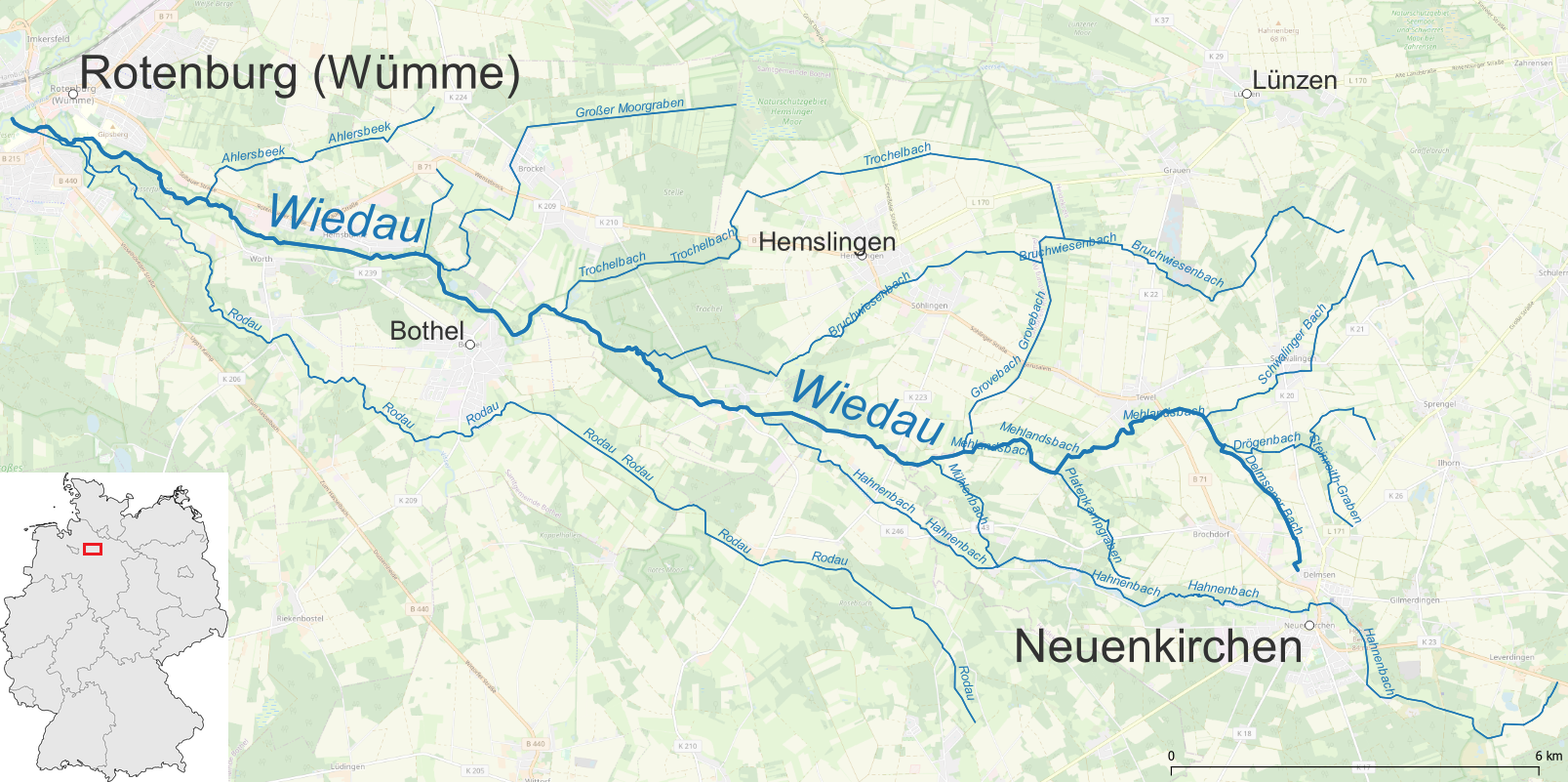
Kaart stroomgebied Wiedau (vette blauwe lijn). Hemsbünde ligt direct ten westen van Bothel.

Door de gemeente stromen twee zijbeken van de Wümme, de Rodau en de Wiedau. Rondom deze (ook voor kano's niet bevaarbare) beken, en ook in bosgebieden elders in en om de gemeente, is veel natuurschoon te vinden. Hier en daar kan men er goed wandelen.
De Bundesstraße 71 loopt van Rotenburg (Wümme) in oost-zuidoostelijke richting door Hemsbünde, Brockel en Hemslingen heen, in de richting van Neuenkirchen en Soltau. Openbaar vervoer is in, van en naar de gemeente beperkt tot een belbusnet en incidenteel op werkdagen in de spitsuren rijdende schoolbussen.

## Naburige gemeentes
- Brockel
- Bothel
- Visselhövede
- Kirchwalsede
- Rotenburg (Wümme)

## Economie, geschiedenis
In de loop der eeuwen hebben Hemsbünde en de omliggende dorpjes vaak te kampen gehad met overstromingen van de door de gemeente lopende beken.
Aan de oostrand van het dorp, aan de B71, staat een middelgrote fabriek van overwegend van hout gemaakte deuren, kozijnen, ramen e.d., die ook veel Nederlandse aannemersbedrijven als klant heeft.
Ahausen · 
Alfstedt · 
Anderlingen · 
Basdahl · 
Bötersen · 
Bothel · 
Breddorf · 
Bremervörde · 
Brockel · 
Bülstedt · 
Deinstedt · 
Ebersdorf · 
Elsdorf · 
Farven · 
Fintel · 
Gnarrenburg · 
Groß Meckelsen · 
Gyhum · 
Hamersen · 
Hassendorf · 
Heeslingen · 
Hellwege · 
Helvesiek · 
Hemsbünde · 
Hemslingen · 
Hepstedt · 
Hipstedt · 
Horstedt · 
Kalbe · 
Kirchtimke · 
Kirchwalsede · 
Klein Meckelsen · 
Lauenbrück · 
Lengenbostel · 
Oerel · 
Ostereistedt · 
Reeßum · 
Rhade · 
Rotenburg · 
Sandbostel · 
Scheeßel · 
Seedorf · 
Selsingen · 
Sittensen · 
Sottrum · 
Stemmen · 
Tarmstedt · 
Tiste · 
Vahlde · 
Vierden · 
Visselhövede · 
Vorwerk · 
Westertimke · 
Westerwalsede · 
Wilstedt · 
Wohnste · 
Zeven